# إميلي جونز
إميلي جونز (بالإنجليزية: Constance Jones) (و. 1848 – 1922 م) هي فيلسوفة، ومترجمة من ويلز، والمملكة المتحدة لبريطانيا العظمى وأيرلندا، ولدت في ويلز، توفيت عن عمر يناهز 74 عاماً.

## التعليم
تعلمت في كلية غريتون.